# Grietje Steenhuis
Grietje Steenhuis (Leiden, 7 augustus 1944) is een Nederlandse kunstenaar.
Woonde en werkte in Wassenaar en Zuidlaren; thans in Veendam. Leerlinge van de Akademie 'Minerva'
te Groningen. Schildert, in figuratieve trant (soms non-figuratief) planten en bloemen, landschappen. Heeft gewerkt met Ploegschilder Jannes de Vries. Zij valt op door haar uitzonderlijk kleurgebruik en krachtig op doek gezet werk. Deze kunstenaar is vermeld in de Pieter A. Scheen lexicon, op blz. 389.